# ثورة نجد
'ثورة' نجد،, كانت سلسلة من النزاعات المسلحة والانتفاضات التي حدثت في نجد بعد انهيار إمارة الدرعية بعد هزيمتها على يد القوات المصرية العثمانية. مثلت الثورة مقاومة ضد الاحتلال العثماني وصراعات داخلية على السلطة ، حيث سعى بعض الحكام المحليين للحفاظ على السلطة العثمانية بينما قاتل آخرون من أجل الاستقلال. قاد الحركة في النهاية تركي بن عبد الله آل سعود ، حفيد محمد بن سعود ، مؤسس الدولة السعودية الأولى.

## خلفية
بعد التوسع الوهابي في الحجاز ، بدأت الحرب الوهابية ، مما أدى إلى هزيمة القوات السعودية والاستيلاء اللاحق على عاصمتها الدرعية على يد إبراهيم باشا ، ابن محمد علي باشا. أجبر أفراد أسرة آل سعود على الفرار وإخفاء أنفسهم عن ملاحقة القوات المصرية. بعد حصار الدرعية ، أسس إبراهيم باشا أمراء إقليميين لإدارة نجد ، على الرغم من أن هذه التعيينات أدت إلى صراعات داخلية حيث تنافست الفصائل المختلفة على الهيمنة.

## تمرد

### صعود ابن معمر
ترك إبراهيم باشا نجد في حالة خراب ويعاني من المجاعة قبل أن يعود إلى مصر. بعد رحيله ، سافر محمد بن مشاري بن معمر من العيينة إلى مدينة الدرعية المدمرة وبدأ إعادة بنائها. عاد العديد من السكان السابقين الذين فروا خلال حملة إبراهيم باشا ، وأنشأ ابن معمر الدرعية كعاصمة لإمارته. توسعت أراضيه لتشمل الخرج والرياض وحريملاء والوشم.
حكم ابن معمر الكثير من نجد تحت السيادة العثمانية حتى ظهور مشاري بن سعود آل سعود ، شقيق عبد الله بن سعود. بعد أن هرب من الأسر بالقرب من ينبع ، اختبأ مشاري في الوشم ، وجمع الموالين لآل سعود من القصيم والزلفي ، وسار في الدرعية. على الرغم من أن ابن معمر أقسم الولاء في البداية ، إلا أنه أعاد النظر لاحقا وحشد القوات في سادوس بدعم من قادة هريميلا. بدعم إضافي من زعيم قبيلة مطير فيصل بن وطبان الدويش ، استولى ابن معمر على الدرعية وسجن مشاري بن سعود في صدوس.
بعد القبض على مشاري ، تقدم ابن معمر إلى الرياض حيث لجأ تركي بن عبد الله. فر تركي إلى الحائر في جنوب نجد ، مما دفع ابن معمر إلى تعيين ابنه مشاري حاكما للرياض. في غضون ذلك ، أرسل محمد علي باشا قوة قوامها 400 فرد تحت قيادة بوش آغا للقبض على مشاري. تعلم وجود تركي بن عبد الله في دروما ، أرسل ابن معمر ابنه مع 100 جندي ، لكن تركي هزمهم وأسرهم. سيطر تركي بعد ذلك على الدرعية والرياض ، واعتقل ابن معمر ، وعند تأكيد وفاة ميخائيل في الأسر ، أعدم كل من ابن معمر وابنه.

### حصار الرياض
حاول فيصل بن وطبان الدويش وغبوش آغا محاصرة الإمام تركي بن عبد الله في الرياض. قاومت قوات تركي بنجاح ، مما أجبر الحصار على التخلي عنه. ردا على ذلك ، أمر محمد علي باشا جميع القوات العثمانية في المدينة المنورة بالسير إلى الرياض تحت قيادة حسين بك. وصل الطابور العثماني إلى الرياض دون معارضة وحاصر تركي في القصر الملكي. تحت جنح الظلام ، هرب تركي وأنصاره إلى الحلوة في جنوب نجد. استسلم المدافعون الباقون ، حيث أعدم حسين بك 70 من المؤيدين الأتراك وأسر عمر بن عبد العزيز مع ابنه عبد الملك.

### وصول حسن بك والحملات الفاشلة
بعد انسحاب حسين بك ، أرسل شريف المدينة المنورة حسن باشا قوة فرسان قوامها 800 فرد بقيادة حسن بك (أبو ظاهر). دمرت هذه الوحدة عنيزة وجبل شمر والمجمعة وسدير،  بينما أثارت محاولات جمع الزكاة من البدو معارضة واسعة النطاق في جميع أنحاء نجد.

### معركة الحائر
بعد أشهر ، هاجمت القوات العثمانية من الرياض ومنفوحة بقيادة إبراهيم كاشف (شقيق موسى كاشف) ، برفقة الأمراء المحليين ناصر بن ناصر العايذي امير الرياض والخرج  وموسى بن مزروع امير منفوحة، قبيلة سبيع في البدع جنوب الرياض. فتمكنو سبيع ، بقيادة الشيخ محمد بن دغيم العماني من هزيمة العثمانيين ومن معهم ، مما أسفر عن مقتل أكثر من 300 جندي بما في ذلك إبراهيم كاشف وناصر العايذي وهروب موسى بن مزروع.

### معركة مجزل
هاجمت الحامية العثمانية في المجمعة ، بقيادة موسى كاشف ، قبيلة سهول القريبة لكنها عانت من الهزيمة مع مقتل أكثر من 30 جنديا ، بما في ذلك كاشف. تراجع الناجون إلى المجمعة إلى جانب عنيزة أمير عبد الله الجامعي.

### ثورة عنيزة
ثار سكان عنيزة ضد الحامية العثمانية التي قوامها 600 جندي بقيادة محمد آغا ، احتجاجا على الضرائب القمعية وسوء السلوك. بعد محاصرة القوات في قصر الصفا وقتل ما يقرب من سبعين جنديا ، سمح اتفاق سلام للعثمانيين بالانسحاب ، ولم يتبق سوى حامية الرياض في نجد.

### عودة تركي

#### الهجوم الأول على الرياض
خلال شهر رمضان 1823 ، عاد تركي بن عبد الله مع 30 رجلا ، وحصل على الدعم من قادة المحمل والجلجلة والسدير, وأنشأ عرقا كقاعدة له. فشل هجومه على الحاميات العثمانية المكونة من 600 جندي في الرياض ومنفوحة ، مما أجبر على الانسحاب إلى عرقة حيث صد هجوما مضادا عثمانيا.

#### إخضاع نجد
في أواخر عام 1823 ، تقدم تركي من عرقة للاستيلاء على درما وقتل أميرها. مع انقسام الصراع في نجد ، هزم تركي القادة المعارضين بما في ذلك ماجد بن أحمد من المجمعة وحمد بن مبارك من حريملاء. استسلم حكام الزلفي والغات وميونيخ وسدير وشقرة دون مقاومة. استسلمت منفوحة بعد مفاوضات مع الأمير إبراهيم بن سلامة ، الذي طرد الحامية العثمانية للانضمام إلى قوات الرياض.

#### الاستيلاء على الرياض (1824)
بحلول أغسطس 1824 ، حشد تركي جميع القوات من منفوحة لمحاصرة الرياض. بعد أن أجبرت الاشتباكات الأولية القوات العثمانية على دخول المدينة ، تبع ذلك حصار دام شهرا. انسحب تركي مؤقتا عندما عزز فيصل الداويش العثمانيين ، لكنه استأنف الهجوم بعد رحيل ديفيس. قائد الحامية أبو علي المغربي تفاوض على ممر آمن قبل الاستسلام ، إيذانا بالانسحاب العثماني من نجد.

## العواقب
بينما ركزت الإمبراطورية العثمانية على حرب الاستقلال اليونانية ، وسع تركي سلطته من خلال حملات في الخرج والقصيم وجبل شمر. بحلول عام 1828 ، اعترف كل نجد بحكمه. بعد أن هرب ابنه فيصل من الأسر المصرية ، أرسله تركي ضد إمارة بني خالد. شهدت معركة السبية اللاحقة هزيمة قوات فيصل من قبائل قحطان وعجمان وسبيع للأمير ماجد بن عريعر (المتحالف مع عنزة و مطير). عجلت وفاة ماجد بغزو آل سعود للأحساء والقطيف.